# Leonard Harris
Leonard Jerome Harris (Bronx, 27 settembre 1929 – Hartford, 28 agosto 2011) è stato un attore, scrittore e critico cinematografico statunitense.
È noto per la sua interpretazione del senatore Charles Palantine nel film Taxi Driver (1976) e per quella del sindaco in Eroe offresi (1980).

## Biografia
Leonard Jerome Harris nacque nel Bronx nel 1929. Sì laureò al City College di New York e prestò il servizio militare a Fort Dix durante la guerra di Corea. Nel 1961 sposò Mary Ann Wurth dalla quale ebbe due figli: Sarah e David. Nel 1973 i due divorziarono. 
Harris iniziò la carriera nel 1958 scrivendo necrologi e critiche letterarie per il Hartford Courant, il maggior quotidiano del Connecticut. Nel 1966 divenne critico per la WCBS-TV di New York, incarico che tenne fino al 1974. Pubblicò tre romanzi e lavorò anche come autore televisivo. Partecipò al Comitato per le candidature del Tony Award tra la fine degli anni '80 e l'inizio dei '90.
Morì nel 2011 ad Hartford all'età di 81 anni a causa delle complicazioni di una polmonite. Nel 2014 è uscito il suo romanzo postumo War Songs.

## Filmografia
- Taxi Driver, regia di Martin Scorsese (1976)
- Eroe offresi (Heroe at Large), regia di Martin Davidson (1980)

## Opere
- (EN) The Masada Plan, 1976, ISBN 0517527995.
- (EN) Don't Be No Hero, 1978, ISBN 0517532506.
- (EN) The Hamptons, 1981, ISBN 0671610007.
- (EN) War Songs, 2014, ISBN 978-0-9914438-0-2.